# Stenalia merkli
Stenalia merkli es una especie de coleóptero de la familia Mordellidae.

## Distribución geográfica
Habita en Turquía.